# دکس‌متیل‌فنیدات
دکس‌متیل‌فنیدات(به انگلیسی: Dexmethylphenidate) که با نام تجاری Focalin و دیگر نام‌ها فروخته می‌شود، دارویی است که برای درمان ااختلال کم‌توجهی - بیش‌فعالی (ADHD) در افراد بالای پنج سال استفاده می‌شود. در صورت نداشتن اثر پس از مصرف به مدت ۴ هفته، مصرف آن قطع می‌شود. این دارو به صورت خوراکی تجویز می‌شود. فرمولاسیون با رهش فوری تا پنج ساعت دوام دارد در حالی که فرمولاسیون با رهش طولانی تا دوازده ساعت نیز دوام دارد.
عوارض جانبی شایع عبارتند از درد شکم، کاهش اشتها و تب. عوارض جانبی شدید ممکن است شامل سوءمصرف، روان پریشی، ایست قلبی، شیدایی، آنافیلاکسی، تشنج و نعوظ طولانی مدت خطرناک باشد. ایمنی مصرف این دارو در دوران بارداری و شیردهی نامشخص است. دکس‌متیل‌فنیدات یک محرک سیستم عصبی مرکزی (CNS) است. نحوه عملکرد آن در ADHD مشخص نیست. این دارو انانتیومر فعال‌تر مولکول متیل‌فنیدات است.
دکس‌متیل‌فنیدات برای استفاده پزشکی در ایالات متحده در سال ۲۰۰۱ تأیید شد. این دارو به عنوان یک داروی ژنریک در دسترس است. در سال ۲۰۱۹، با بیش از ۵ میلیون نسخه، ۱۳۱امین داروی رایجِ تجویز شده در ایالات متحده بوده‌است. علاوه بر آمریکا در سوئیس نیز در دسترس است.